# T-hjælpecelle
T-hjælperceller, T-hjælpeceller, Th celler (eng. T helper cells) der også kendes som CD4+-celler, CD4-positive celler eller CD4+ T-celler er en type T-celler, der spiller en vigtig rolle i det adaptive immunsystem.  
T-hjælperceller er vigtige for funktionen af makrofager, B-celler, dendritceller og cytotoksiske T-celler og de hjælper andre immuncellers aktivitet ved at frigive cytokiner.  
CD4+-celler er modne Th-celler, der udtrykker overfladeproteinet CD4.  Mange autoimmune sygdomme er bestemt af genetisk variation i regulatoriske elementer i CD4+-cellerne.

## Beskrivelse af T-hjælpercellernes funktion
Når f.eks. et makrofag eller B-celler har "spist" en fremmed bakterie i lysosomet, præsenteres dens antigener på sin overflade ved siden af major histo compitability complex(MHC) (protein-gruppe på membranen). Dette vil aktivere T-hjælpecellen. T-hjælpeceller er ikke i stand til at genkende en antigenepitop, så længe den er en del af et stort komplekst molekyle. Antigenet skal derfor bearbejdes. Bearbejdningen begynder med, at komplekset af antigen og antigenreceptor transporteres ind i B-cellen. Inde i B-cellen vil antigenet blive nedbrudt til små dele der kan genkendes af T-hjælpecellerne. Derved aktiveres T-hjælpecellen, så den producerer cytokiner. Disse cytokiner, der her kaldes interleukiner, stimulerer B-cellen til at dele  sig og til at differentiere sig til antistof-producerende-plasmaceller og til hukommelsesceller. Præsentation af antigenet i en sådan form, at det genkendes af T-hjælpecellen, finder også sted i makrofager og i nogle specielle leukocytter der kaldes dendritceller. Udtrykket de professionelle antigen-præsenterende celler bruges ofte som en fællesbetegnelse for disse celler.
Foruden at deltage i præsentationen af antigenet for T-hjælpecellen forstærker makrofagerne det antistofafhængige immunforsvar ved også at producere et cytokiner (interleukin-1), som accelerer væksten og delingen af de aktiverede B-lymfocytter.